# Country-Musik 1965
Die Liste bietet eine Übersicht über das Jahr 1965 im Genre Country-Musik.

## Events
- 17. Februar – The Tennessee Waltz wird zum offiziellen Song des Bundesstaats Tennessee erklärt.
- 5. Oktober – Johnny Cash wird in El Paso wegen Drogenbesitz verhaftet. Er wird zu 30 Tagen auf Bewährung und zu einer Geldstrafe von 1000 $ verurteilt.

## Top Hits des Jahres

### Nummer-1-Hits
- 23. Januar – You're the Only World I Know – Sonny James
- 20. Februar – I've Got a Tiger By the Tail – Buck Owens
- 27. März – King of the Road – Roger Miller
- 1. Mai – This is It – Jim Reeves
- 15. Mai – Girl on the Billboard – Del Reeves
- 29. Mai – This is It – Jim Reeves
- 5. Juni – What's He Doing In My World – Eddy Arnold
- 19. Juni – Ribbon of Darkness – Marty Robbins
- 26. Juni – Before You Go – Buck Owens
- 7. August – The First Thing Ev'ry Morning (and the Last Thing Ev'ry Night) – Jimmy Dean
- 21. August – Yes, Mr. Peters – Roy Drusky und Priscilla Mitchell
- 4. September – The Bridge Washed Out – Warner Mack
- 11. September – Is it Really Over – Jim Reeves
- 2. Oktober – Only You (Can Break My Heart) – Buck Owens
- 9. Oktober – Behind the Tear – Sonny James
- 23. Oktober – Hello Vietnam – Johnnie Wright
- 13. November – Behind the Tear – Sonny James
- 20. November – Mai the Bird of Paradise Fly Up Your Nose – Little Jimmy Dickens
- 4. Dezember – Make the World Go Away – Eddy Arnold
- 25. Dezember – Buckaroo – Buck Owens and the Buckaroos

### Weitere Hits
- Blue Kentucky Girl – Loretta Lynn
- A Dear John Letter – Bobby Bare und Skeeter Davis
- Don't You Ever Get Tired Of Hurting Me? – Ray Price
- Engine Engine #9 – Roger Miller
- (From Now On All My Friends Are Gonna Be) Strangers – Roy Drusky
- (From Now On All My Friends Are Gonna Be) Strangers – Merle Haggard
- Green, Green Grass of Home – Porter Wagoner
- I Can't Remember – Connie Smith
- I'll Keep Holding On (Just to Your Love) – Sonny James
- I Wouldn't Buy a Used Car From Him – Norma Jean
- If I Talk to Him – Connie Smith
- It's Alright – Bobby Bare
- Kansas City Star – Roger Miller
- Love Bug – George Jones
- Meanwhile, Down at Joe's – Kitty Wells
- One Dyin' and a Buryin‘ – Roger Miller
- The Other Woman (in My Life) – Ray Price
- Queen of the House – Jody Miller
- Ribbon of Darkness (Gordon Lightfoot)
- See the Big Man Cry – Charlie Louvin
- Sittin' In An All Night Cafe – Warner Mack
- Ten Little Bottles – Johnny Bond
- Then and Only Then/Tiny Blue Transistor Radio – Connie Smith
- Things Have Gone to Pieces – George Jones
- A Tombstone Every Mile – Dick Curless
- Truck Drivin' Son of a Gun – Dave Dudley
- Wild as a Wildcat – Charlie Walker

## Alben (Auswahl)
- Before You Go/No One But You – Buck Owens (Capitol)
- Behind the Tear – Sonny James (Capitol)
- Breakin' In Another Heart – Hank Thompson (Capitol)
- Bright Lights and Country Music – Bill Anderson (Decca)
- Chet Atkins Picks on the Beatles – Chet Atkins (RCA)
- Connie Smith – Connie Smith (RCA)
- Country Willie: His Own Songs – Willie Nelson (RCA)
- Cute 'n' Country – Connie Smith (RCA)
- Doodle oo Doo Doo – Del Reeves (United Artists)
- The Easy Way – Eddy Arnold (RCA)
- From This Pen – Bill Anderson (Decca)
- Girl On The Billboard – Del Reeves (United Artists)
- Here Comes My Baby – Dottie West (RCA)
- Hot Rod Lincoln – Johnny Bond (Starday)
- I Heard the Bluebirds Sing – The Browns (RCA)
- I Want to Live and Love – Carl Smith (Columbia)
- I'll Keep Holding On – Sonny James (Capitol)
- I've Got a Tiger By the Tail – Buck Owens (Capitol)
- Kisses Don't Lie – Carl Smith (Columbia)
- Luckiest Heartache in Town – Hank Thompson (Capitol)
- Many Happy Hangovers – Jean Shepard (Capitol)
- My Favorite Guitars – Chet Atkins (RCA)
- My World – Eddy Arnold (RCA)
- Pretty Miss Norma Jean – Norma Jean (RCA)
- Sings Jim Reeves – Del Reeves (United Artists)
- Skeeter Sings Standards – Skeeter Davis (RCA)
- Ten Little Bottles – Johnny Bond (RCA)
- The Thin Man From West Plains – Porter Wagoner (RCA)
- Three Shades of Brown – The Browns (RCA)
- When Love is Gone – The Browns (RCA)
- You're the Only World I Know – Sonny James (Capitol)

## Geboren
- 13. Mai – Lari White
- 28. August – Shania Twain

## Neue Mitglieder der Hall of Fames

### Country Music Hall of Fame
- Ernest Tubb (* 1914–† 1984)[1]

## Wichtige Auszeichnungen

### Grammys
- Best Country and Western Vocal Performance, Female – Here Comes My Baby von Dottie West
- Best Country and Western Vocal Performance, Male – Dang Me von Roger Miller
- Best Country and Western Single – Dang Me von Roger Miller
- Best Country and Western Song – Dang Me von Roger Miller (Autor: Roger Miller)
- Best Country and Western Album – Dang Me / Chug-A-Lug von Roger Miller
- Best New Country and Western Artist – Roger Miller[2]